# Fiat 645

Le Fiat 645 est un camion de moyen tonnage destiné à des usages multiples, fabriqué par le constructeur italien Fiat V.I. à partir de 1959.
Ce véhicule était destiné à combler le trou dans la gamme du constructeur entre les petits Fiat 615 et les porteurs Fiat 642 occupé par sa filiale OM avec la gamme "zoologique", OM Tigrotto notamment.
Le Fiat 645N reprend la conception du châssis robuste de son aîné, le Fiat 642, mais bénéficie du nouveau moteur Fiat 213 de 4,7 litres de cylindrée. Il dispose de la cabine avancée Fiat dite "baffo" de seconde génération réduite en dimensions et sans partie couchette. Ses grandes qualités et sa faible largeur en feront un camion parmi les plus appréciés dans sa catégorie. Il restera en production pendant 15 ans.
Le Fiat 645 sera décliné en 4 séries 645N à 645N3 jusqu'en 1972 date à laquelle il sera remplacé par la gamme Fiat-OM série « X » :
| Modèle                                                        | Années de production | Type moteur   | Cylindrée cm3 | Puissance ch DIN | PTC en tonnes            |
| ------------------------------------------------------------- | -------------------- | ------------- | ------------- | ---------------- | ------------------------ |
| Fiat 645N - 4x2 Camion, châssis cabine - plateau              | 1959 - 1967          | Fiat 213      | 4 678         | 90               | 8,5                      |
| Fiat 645NE - 4x2 Camion exportation, châssis cabine - plateau | 1959 - 1967          | Fiat 213      | 4 678         | 90               | 8,5 / 14,8 avec remorque |
| Fiat 645N - version militaire                                 | 1959 - 1964          | Fiat 213      | 4 678         | 90               | 8,0                      |
| Fiat 645N1                                                    | 1967 - 1968          | Fiat 806A     | 4 678         | 100              | 8,65                     |
| Fiat 645N2 - Nouvelle cabine                                  | 1969 - 1970          | Fiat 8060-02  | 5 183         | 120              | 8,75                     |
| Fiat 645N3                                                    | 1971 - 1972          | Fiat 364 A/60 | 7 298         | 120              | 8,75                     |

Le Fiat 645 dispose de la même cabine et du même châssis que la Fiat 650 qui lui, était homologué pour des charges supérieures.